# Geblug
Geblug is een bestuurslaag in het regentschap Kebumen van de provincie Midden-Java, Indonesië. Geblug telt 1119 inwoners (volkstelling 2010).